# ضفدع الورق
ضفدع الورق (بالإنجليزية: Phyllomedusa)‏ هو جنس من الضفادع من عائلة الشرغوفيات التي تسكن أمريكا الوسطى والجنوبية. وتتراوح من كوستاريكا جنوبا إلى الأرجنتين. لديها حوالي 30 نوعا.

## الإفرازات
بعض أنواع فيلوميدوزا تنتج إفراز شمعي يقلل من فقدان الماء التبخيري لأجسامها. إذا بدأوا في الجفاف، يقومون بتحريك أطرافهم على ظهورهم، حيث تكون الغدد الإفرازية، وينشرون إفراز الدهون على كامل جلدهم. 
تستخدم بعض مجموعات السكان الأصليين من أمريكا الجنوبية إفرازات ضفدع الورق ثنائي اللون، الضفدع الشجري العملاق، في ممارسات الصيد الشامانية. ويقال إن هذه المادة لتسمم الصيادين الذين يتناولونها، مما تسبب في تحسين قدراتهم الحسية بشكل مؤقت.

## التكاثر
في هذا الجنس من ضفادع الشجر، يتم وضع البيض على سطح ورقة، تتخللها كبسولات هلامية مرطبة. أثناء عملية التزاوج، تطوي الضفادع الورقة حول مجموعة من البيض باستخدام أطرافها، مع قابس هلام في أسفل الورقة المطوية لمنع البيض من السقوط. عند الفقس، يتم سد قابس الهلام، ويسقط الضفادع الصغيرة خلال الثقب الذي تم توصيله من قبل. تصنع هذه الأعشاش فوق الماء، لذا ينزل الشراغف إلى موئل مناسب، حيث يبدأون حياتهم كمغذيات تصفية.

## تصنيفات علمية
- عائلة الشرغوفيات
  - Genus Phyllomedusa
    - Phyllomedusa araguari
    - Phyllomedusa atelopoides
    - Phyllomedusa ayeaye
    - Phyllomedusa azurea, southern orange-legged leaf frog
    - Phyllomedusa bahiana
    - Phyllomedusa baltea
    - Phyllomedusa bicolor, giant leaf frog
    - Phyllomedusa boliviana
    - Phyllomedusa burmeisteri, Burmeister's leaf frog
    - Phyllomedusa camba
    - Phyllomedusa centralis
    - Phyllomedusa coelestis
    - ضفدع الورق المميز
    - Phyllomedusa duellmani
    - Phyllomedusa ecuatoriana
    - Phyllomedusa hypochondrialis, northern orange-legged leaf frog
    - Phyllomedusa iheringii
    - Phyllomedusa itacolomi
    - Phyllomedusa neildi
    - Phyllomedusa nordestina
    - ضفدع الورق الجبلي
    - Phyllomedusa palliata
    - Phyllomedusa perinesos
    - Phyllomedusa rohdei
    - Phyllomedusa rustica[2]
    - Phyllomedusa sauvagii, waxy monkey leaf frog
    - Phyllomedusa tarsius, tarsier leaf frog
    - Phyllomedusa tetraploidea
    - Phyllomedusa tomopterna, barred leaf frog
    - Phyllomedusa trinitatis
    - Phyllomedusa vaillantii
    - Phyllomedusa venusta

## الأسر والسبي
ومن المعروف أن اثنين من الأنواع، الضفدع الشجري قرد شمعي (فيلوميدوزا سوفاجي) والضفدع قرد النمر أرجل (فيلوميدوزا هايبو كوندرياليس) يتم الاحتفاظ بها في الأسر.

## روابط خارجية
- Phyllomedusa Gallery with some infos
- Use of the Phyllomedusa bicolor venom as a vaccine by the Matses Indians, with pharmacological info